# John Crawfurd
John Crawfurd, (né le 13 août 1783, mort le 11 mai 1868) est un médecin, un administrateur colonial et un écrivain écossais, né dans l'île de Islay. 

## Biographie
Il suivit les pas de son père dans ses études de médecine et acheva son parcours médical à Édimbourg en 1803 à l'âge de 20 ans.
Plus tard, il rejoint la Compagnie anglaise des Indes orientales comme chirurgien et est posté dans les provinces du nord-ouest de l'Inde (actuellement Uttar Pradesh) de 1803 à 1808. Il est envoyé ensuite à Penang, où il se familiarise avec la culture de l'Asie du Sud-Est et apprend la langue malaise. Il rencontre également Thomas Stamford Raffles, le fondateur de Singapour.
En 1811, Crawfurd l'accompagne dans l'expédition militaire de Lord Minto avec les Hollandais pour l’île de Java. Lorsque Raffles est nommé Lieutenant-Gouverneur par Lord Minto durant les 45 jours de l'expédition, Crawfurd, lui, est promu au poste de résident à la Cour de Yogyakarta en novembre 1811. Grâce à ce privilège, il poursuit son apprentissage de la langue javanaise et cultive des relations personnelles avec plusieurs aristocrates et littéraires javanais. Il est envoyé pour des missions diplomatiques à Bali et aux Célèbes (actuellement Sulawesi). Ces entreprises scolastiques et sa connaissance de la culture locale l'a rendu précieux au gouvernement de Raffles dans l'île de Java.
En 1816, Java retourne aux Pays-Bas et Crawfurd repart pour l'Angleterre la même année, pour tourner la page et écrire des livres. En 1820, il publie son ouvrage de 3 volumes History of the Indian Archipelago. L'année suivante, son expertise est reconnue par le Gouverneur-Général Lord Hastings, qui lui propose une mission comme envoyé dans les cours du Siam (Thaïlande) et de Cochinchine. Entre ces deux missions, il est nommé Résident britannique de Singapore en mars 1823.
En 1827, c'est au tour de Lord Amherst, le successeur de Hastings, de l'envoyer pour une mission à Birmanie. Ce fut son dernier service politique pour la Compagnie. Toutes ces expériences d'envoyé lui ont permis d'acquérir du matériel pour écrire et publier ses journaux en 1828 et 1829. Ces informations sont devenues des guides pour des futures missions et une base pour des manuels scolaires. En effet, elles ont été réimprimées environ 140 ans plus tard par la Oxford University Press.
Durant ses années de retraite, il a passé beaucoup de temps à écrire des livres et des papiers sur des sujets d'Orient. Bien qu'il ait réalisé plusieurs essais sans succès pour entrer au Parlement britannique dans les années 1830, il a été élu Président de la Société Ethnologique en 1861, et en 1868 en tant que premier Président de la Straits Settlements Association, qui avait pour but de protéger les intérêts des colonies. Il est mort à l'âge de 85 ans dans le sud de Kensington, à Londres le 11 mai 1868.

## Ses publications
- History of the Indian Archipelago (1820)
- Journal of an Embassy to the Court of Ava in 1827 (1829)
- Journal of an Embassy to the Courts of Siam and Cochin-China, exhibiting a view of the actual State of these Kingdoms (1830)
- Inquiry into the System of Taxation in India, Letters on the Interior of India, an attack on the newspaper stamp-tax and the duty on paper entitled Taxes on Knowledge (1836)
- Grammar and Dictionary of the Malay Language (1852)
- Descriptive Dictionary of the Indian Islands and Adjacent Countries (1856)

### Sources
- (en) Cet article est partiellement ou en totalité issu de l’article de Wikipédia en anglais intitulé « John Crawfurd » (voir la liste des auteurs).